# Austrolimnophila (Austrolimnophila) pacifera
Austrolimnophila (Austrolimnophila) pacifera is een tweevleugelige uit de familie steltmuggen (Limoniidae). De soort komt voor in het Neotropisch gebied.